# Querência
Querência este un oraș în Mato Grosso (MT), Brazilia.